# Мацумото Кацухіро
Мацумото Кацухіро (28 лютого 1997) — японський плавець.
Призер Чемпіонату світу з водних видів спорту 2019 року.
Призер Пантихоокеанського чемпіонату з плавання 2018 року.
Переможець Азійських ігор 2018 року.
Переможець літньої Універсіади 2017 року.